# Fernand Renault

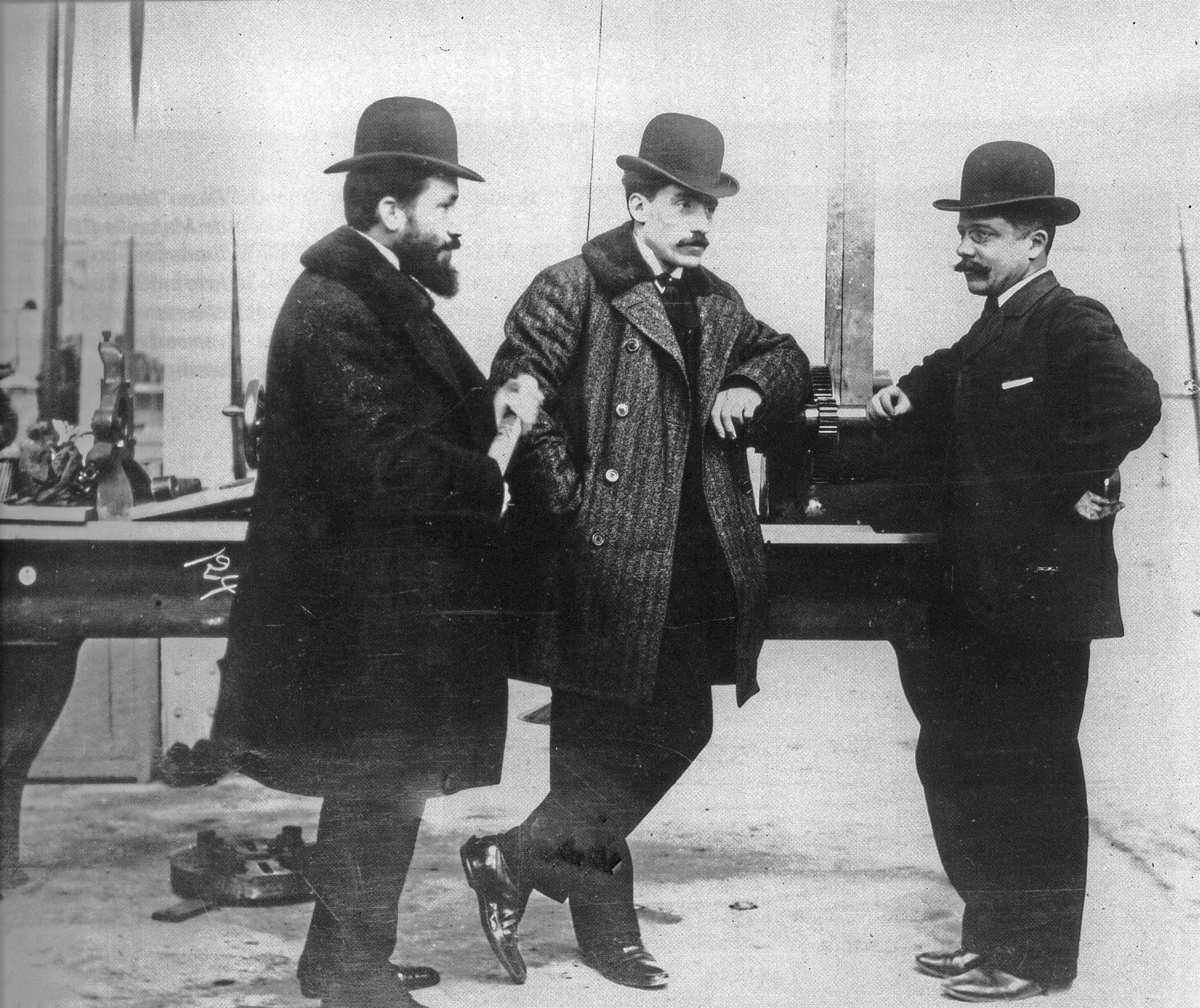
Fernard Renault razem z Louisem i Marcelem

Fernand Renault (ur. 1865 zm. 24 marca 1909 w Paryżu) – francuski przemysłowiec. W 1899 roku, wspólnie z braćmi Louisem i Marcelem, założył firmę Renault Frères.
Fernand Renault odgrywał ważną rolę w rozwoju firmy Renault, w tym w tworzeniu spółek zależnych w Anglii, Belgii, Włoszech, Niemczech, Hiszpanii oraz w USA. W 1903 roku zachorował na ciężką chorobę. Z tego powodu w 1906 roku odsprzedał swoje akcje Renault, Louisowi. Zmarł w swoim domu w Paryżu. Po jego śmierci firma ze zmieniła nazwę z Renault Frères na Les Automobiles Renault.